# أصليات (فصيلة ثعابين)
الأصَلِيَّات (الاسم العلمي: Pythonidae) فصيلة من الثعابين غير السامة تتواجد في إفريقيا وآسيا وأستراليا، تدعى أعضاء هذه الفصيلة بالأصَلَات (المفرد: الأصَلَة). ومن بين أعضائها يوجد بعض أكبر الثعابين في العالم. والمعروف من أجناسها حاليا ثمانية أجناس و 31 نوعا.

## الموطن الطبيعي والانتشار
تُوجد الأصلات في جزء القارة الافريقية جنوب الصحراء الكبرى، نيبال، الهند، سريلانكا، بورما، جنوب الصين، جنوب شرق اسيا وايضا من الجنوب الشرقي للفلبين مرورا بإندونيسيا حتى غينيا الجديدة واستراليا.

## حفظ النوع والحماية
العديد من الأصلات تم اصطيادها بشكل جائر وهذا ادى إلى تناقص اعداد بعض انواعها بشكل كبير، على سبيل المثال الأصلة الهندية، Python molurus.

## السلوك

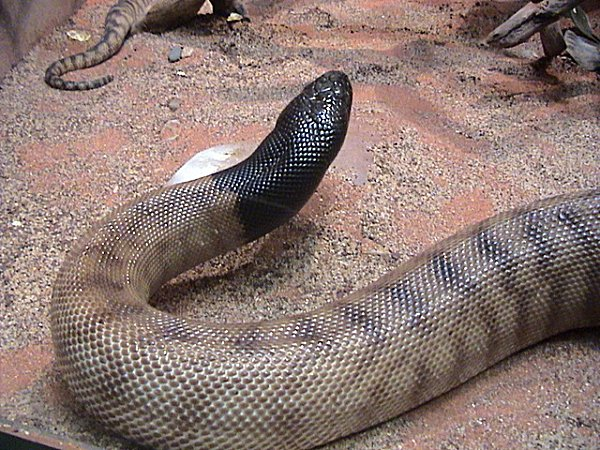
أصلة سوداء الرأس,
Aspidites melanocephalus

تعتبر معظم ثعابين هذا الفصيلة مفترسات كمائن، أي انها تختار مكان معين عادة يساعدها على التمويه، ثم تسكن بلا حراك إلى ان تمر فريسة غافلة فتباغتها بهجوم مفاجئ، وبشكل عام قد تهاجم أي حيوان وحتى الإنسان إذا شعرت بالجوع أو تم استفزاها واثارتها. الأصلات التي يصل طولها إلى إلى أكثر من 2.1 م يمكنها قتل انسان بالغ حتى لو كان وزنها 20 كغم، تقارير عن هجمات تم تسجيل بعضها في جنوب آسيا وكذلك الجنوب الشرقي، لكنها حاليا نادرة الحدوث، رغم ان الإناث منها تكون عدائية جدا عند حماية بيوضها. في شهر آذار 2017، شاب بعمر 25 عام وجد ميتا بسبب أصلة تعدى طولها 7 امتار في جزيرة سولاوسي، إندونيسيا، كذلك في حزيران 2018 تم العثور على سيدة بعمر 54 عام أيضا ميتة بسبب أصلة شبيهة.

## التغذية

جمجمة أصلة

تمتلك الأصلات اسنان حادة معقوفة للخلف منها 4 صفوف في الفك العلوي وصفين في الفك السفلي تستخدمها للامساك بالفريسة ومن ثم تقتلها بـالعصر؛ أي انها بعدما تمسك الفريسة تلتف حولها بسرعة كبيرة وتمنعها من الحركة، ثم تبدأ بعصرها حتى الموت، غالبا تموت الفريسة بسبب توقف القلب.
الانواع الكبيرة منها تأكل عادة فرائس بحجم قطة المنزل، لكن الفرائس كبيرة الحجم واردة أيضا، بعض الانواع الآسيوية كبيرة الحجم معروفة بافتراسها للأيل، كذلك الأصلة الصخرية، Python sebae، معروف بافتراسه للـظباء، أيضا في العام 2017 سجلت حالة التهام لإنسان بواسطة أصلة في جزيرة سولاوسي، إندونيسيا. بعد موت الفريسة تقوم الافعى بابتلاعها بالكامل، وقد تحتاج إلى عدة أيام وربما اسابيع حتى تهضمها بشكل كلي.
على العكس مما هو شائع، حتى الانواع الضخمة من الأصلات، على سبيل المثال الأصلة الشبكية P. reticulatus لا تقوم بتحطيم عظام الفريسة حتى الموت، في الواقع بالكاد يتشوه شكل الفريسة قبل البلع، رغم ان سرعة الالتفاف مع قوة العصر كافية لتحطم العظم، الا ان الفريسة تموت بسبب السكتة القلبية.

## التكاثر
الأصلات حيوانات بيوضية أي تتكاثر بالبيض، وهذا ما يجعلها مختلفة عن ثعابين البواء، والتي تعتبر بيوضية ولودية، أي تفقس البيوض داخل بطن الام. بعدما تضع الام البيض تقوم باحتضانه حتى يفقس، تحتاج البيوض اثناء ذلك إلى حرارة ثابتة حتى تنمو الاجنة بشكل سليم، لذلك ترتعش عضلات الام رافعة حرارة جسمها إلى درجة مناسبة وبالتالي توفر الحرارة اللازمة للبيوض، واثناء فترة الاحتضان لا تقوم الإناث بتناول الطعام، بل تخرج لتتشمس قليلا حتى ترفع حرارة جسمها.

## الحياة في اقفاص
اغلب الانواع في هذه الفصيلة تباع في سوق الحيوانات الاليفة الغريبة، مع ذلك لابد من الحذر، خصوصا مع الانواع الكبيرة منها، فقد تكون خطرة، حيث تم توثيق بعض الحالات النادرة لأنواع ضخمة تسببت في مقتل اصحابها.

## الاجناس
| الجنس        | مؤلف الاصنوفة            | الانواع | سلالة فرعية* | الاسم الشائع      | الانتشار الجغرافي |
| ------------ | ------------------------ | ------- | ------------ | ----------------- | --- |
| Antaresia    | Wells & Wellington, 1984 | 4       | 0            | أصلة تشلدرن       | استراليا، المناطق الجافة والاستوائية |
| Aspidites    | فيلهلم بيترز، 1877       | 2       | 0            | أصلة مدرعة الرأس  | استراليا، عدا مناطق الجنوب |
| Bothrochilus | ليوبولد فيتيزنجر، 1843   | 7       | 0            | أصلة بيضاء الشفاه | اغلب غينيا الجديدة (تحت 1200م)، يتضمن جزر سالاواتي، بياك، نورمنبي، مساو، بالاضافة إلى بعض الجزر في مضيق توريس. |
| Liasis       | Gray, 1842               | 5       | 2            | أصلة الماء        | إندونيسيا في جزر سوندا الصغرى، شرقا مرورا بغينيا الجديدة إلى شمالي وشرقي استراليا. |
| Morelia      | Gray, 1842               | 7       | 5            | الأصلة الشجرية    | من إندونيسيا في جزر الملوك، شرقا مرورا بغينيا الجديدة، بالاضافة إلى أرخبيل بسمارك في استراليا |
| أصلةT        | Daudin, 1803             | 7       | 4            | الأصلة (الحقيقية) | افريقيا في المناطق المدارية جنوب الصحراء الكبرى (لا تتضمن جنوب واقصى الجنوب الشرقي لـمدغشقر)، بنغلاديش، باكستان، الهند، سريلانكا، جزر نيكوبار، بورما، الهند الصينية، جنوب الصين، هونغ كونغ، هاينان، منطقة الملايو في إندونيسيا والفلبين. |

*) لا يتضمن السلالات الفرعية الهجينة.
T) تشير إلى جنس نمطي.

## التصنيف
حسب التصنفيات القديمة — مثل تصنيفات (Boulenger (1890 — يضع الأصلات كعائلة فرعية من عائلة البواء (الاصلات)، ومع ذلك، رغم التشابه الظاهري بينهما، الا ان الأصلات اقرب بشكل أكبر إلى الثعابين قزحية اللون (Xenopeltis)، والأصلة المكسيكية الحفارة (Loxocemus).